# زكريا اباحسين
زكريا أبحاسين (مواليد 23 يوليو 1988) هو لاعب كرة قدم فنلندي يلعب حاليًا مع "JIPPO". والده مغربي وأمه فنلندية.